# Карл Нехамер
Карл Нехамер (на немски: Karl Nehammer) е австрийски политик, тридесет и вторият канцлер на Австрия (2021 – 2025). Той е ръководител на Народната партия на Австрия от 4 декември 2021 г., когато заменя Себастиан Курц като партиен лидер.

## Биография
Нехамер е роден на 18 октомври 1972 г. във Виена, където израства и учи.
Присъединява се към Народната партия след като отслужва военната си повинност през 1997 г. Като член на партията е неин генерален секретар от 2018 до 2020 г., а в периода от 2020 до 2021 г. е министър на вътрешните работи.